# SLM Corporation

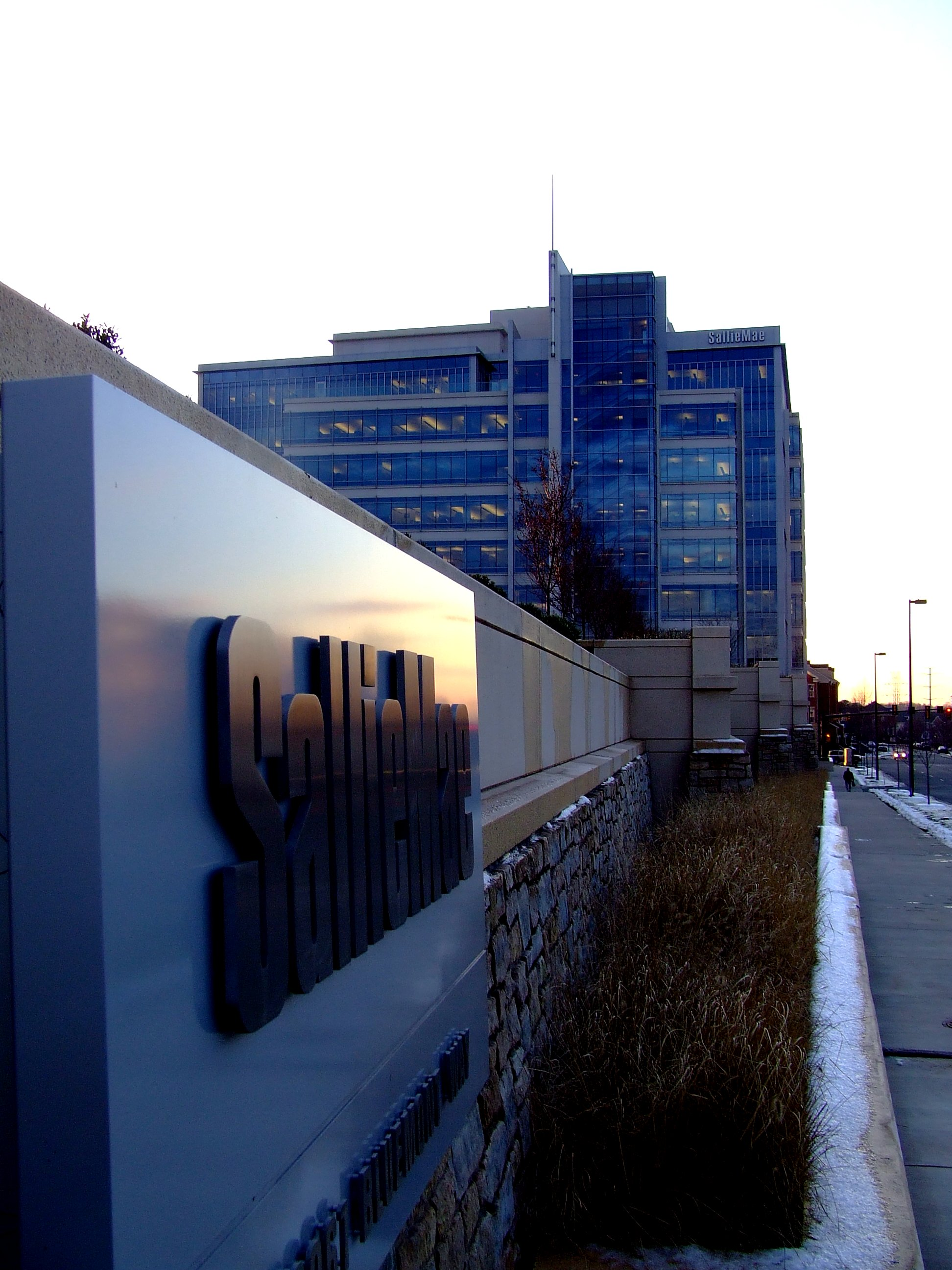
Ehemaliger SLM-Unternehmenssitz in Reston

Die SLM Corporation (Student Loan Marketing Association), allgemein als Sallie Mae bekannt, ist ein US-amerikanisches Kreditinstitut. Früher war das Unternehmen vor allem für die Vergabe von Studienkrediten bekannt.
Der Sitz des Unternehmens befindet sich in Newark, Delaware. Die Aktien der SLM Corporation notieren an der NYSE. Die SLM Corporation gehört zu den Fortune-500-Unternehmen. 2014 spaltete das Unternehmen seine Studienkredit-Sparte in die eigenständige Navient Corporation ab.